# Gabriela Ortiz Alejandro
Gabriela Ortiz Alejandro (Guayaquil, Ecuador, 16 de junio de 1994) es una futbolista ecuatoriana, juega como portera y su equipo actual es el Guayaquil City F.C. Femenino de la Superliga Femenina de Ecuador.

## Selección nacional
Ha sido internacional con la Selección femenina de fútbol de Ecuador Sub-17 y Sub-20 que participó en los Sudamericanos de 2010 y 2012 celebrados en Brasil
| Sudamericanos                                   | Sede   | Resultado    | Partidos | Goles |
| ----------------------------------------------- | ------ | ------------ | -------- | ----- |
| Campeonato Sudamericano Femenino Sub-17 de 2010 | Brasil | Primera fase |          |       |
| Campeonato Sudamericano Femenino Sub-20 de 2012 | Brasil | Primera fase |          |       |

## Clubes
| Club                    | País    | Año         | Part. | Goles |
| ----------------------- | ------- | ----------- | ----- | ----- |
| Deportivo Quito         | Ecuador | 2011        |       |       |
| Alianza F.C.            | Ecuador | 2013        |       |       |
| Unión Española          | Ecuador | 2014        |       |       |
| Barcelona Sporting Club | Ecuador | 2019        | 3     | -1    |
| Guayaquil City          | Ecuador | 2020 - 2021 | 0     | 0     |
| Total                   | Total   | 2013 - 2021 |       |       |